# Дали (Шэньси)
Дали́ (кит. упр. 大荔, пиньинь Dàlì) — уезд городского округа Вэйнань провинции Шэньси (КНР). Уезд назван в честь существовавшего в этих местах в древние времена государства Дали.

## История
В эпоху Вёсен и Осеней в этих местах существовало царство Жуй (芮国). Потом оно пало под натиском жунов, которые основали здесь своё государство Дали. В 461 году до н. э. царство Цинь завоевало государство Дали, и так как эти места примыкали к царству Цзинь, то здесь был создан уезд Линьцзинь (临晋县, «перед Цзинь»). В 385 году до н. э. царство Вэй, воспользовавшись внутренними неурядицами в царстве Цинь, захватило эти места. В 330 году до н. э. царство Цинь смогло вернуть Линьцзинь.
После того, как царство Цинь завоевало все остальные царства и создало первую в истории Китая централизованную империю, южная часть уезда Линцзинь была выделена в отдельный уезд Дэсянь (德县). При империи Восточная Хань уезд Дэсянь был вновь присоединён к уезду Линьцзинь.
При империи Западная Цзинь уезд Линьцзинь был переименован в Дали. При империи Поздняя Цинь ему было возвращено название Линьцзинь. При империи Северная Вэй уезд Линьцзинь был в 487 году разделён на два уезда: западная часть стала уездом Хуаинь (华阴县), восточная — уездом Наньуцюань (南五泉县). В 526 году уезд Хуаинь был переименован в Усян (武乡县). При династии Западная Вэй уезд Наньуцюань был в 554 году переименован в Чаои (朝邑县).
При империи Суй уезд Усян был в 607 году переименован в Фэнъи (冯翊县). При империи Тан в 620 году восточная часть уезда Чаои, примыкающая кзападному берегу Хуанхэ, была выделена в отдельный уезд Хэбинь (河滨县). В 626 году юго-западная часть уезда Фэнъи, примыкающая к реке Цзюйшуй, была выделена в отдельный уезд Линьцзюй (临沮县). В 627 году уезд Линьцзюй был вновь присоединён к уезду Фэнъи, а уезд Хэбинь — к уезду Чаои. В 760 году уезд Чаои был переименован в Хэси (河西县), но в 770 году ему было возвращено название Чаои.
После монгольского завоевания уезд Фэнъи был в 1264 году расформирован, а его земли перешли под непосредственное управление властей области Тунчжоу (同州). При империи Цин область Тунчжоу получила в 1725 году статус «непосредственно управляемой» (то есть стала подчиняться напрямую губернатору провинции Шэньси, минуя промежуточное звено в виде управы), а в 1735 году была поднята в статусе до Тунчжоуской управы (同州府); на землях, ранее напрямую подчинявшихся властям области, был создан уезд Дали.
В 1929 году восточная часть уезда Чаои была выделена в отдельный уезд Пинминь (平民县).
В 1950 году был создан Специальный район Вэйнань (渭南专区), и уезды Дали и Чаои вошли в его состав (уезд Пинминь был вновь присоединён к уезду Чаои). В 1956 году Специальный район Вэйнань был расформирован, и уезды стали подчиняться напрямую властям провинции Шэньси. В 1958 году уезд Чаои был присоединён к уезду Дали.
В 1961 году Специальный район Вэйнань был создан вновь, и уезд Дали вновь вошёл в его состав. В 1969 году Специальный район Вэйнань был переименован в округ Вэйнань (渭南地区). В 1994 году постановлением Госсовета КНР были расформированы Округ Вэйнань и городской уезд Вэйнань, и образован городской округ Вэйнань.

## Административное деление
Уезд делится на 1 уличный комитет и 15 посёлков.

## Палеоантропология

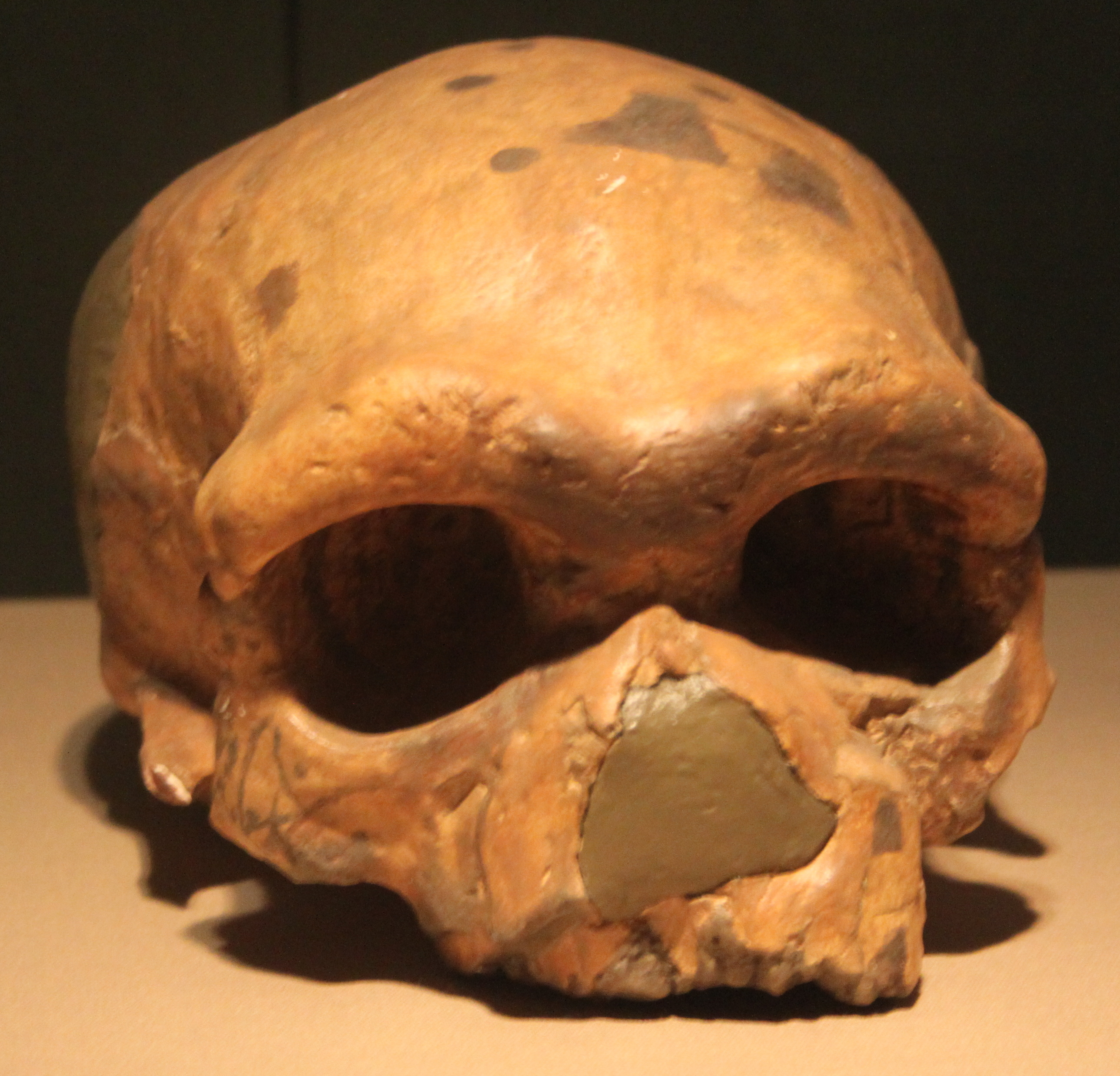
Dali Man Skull

Череп Дали (en:Dali Man) возрастом 209 000±23 000 лет, найденный в 1978 году, схож с черепом раннего сапиенса, найденным в 1960-х годах в марокканской пещере Джебель-Ирхуд. Станислав Дробышевский считает, что это денисовский человек.